# Milan Aleksić
Milan Aleksić (Beograd, 13. svibnja 1986.), srbijanski vaterpolist, igrač Szolnoka. Kao igrač Szolnoka osvojio je naslov prvaka Europe 2016./17., što je najveći uspjeh tog kluba, koji je u završnici iznenađujuće pobijedio branitelja naslova dubrovački Jug 10:5.